# NGC 204
NGC 204 là một thiên hà dạng thấu kính nằm trong khoảng 241 triệu năm ánh sáng tạo thành Hệ Mặt trời  trong chòm sao Song Ngư. Nó được phát hiện vào ngày 21 tháng 12 năm 1786 bởi William Herschel.